# 創建ホームズ
創建ホームズ株式会社（そうけんホームズ, 英語: SOHKEN HOMES CO., LTD.）は、東京都杉並区に本社を置き、戸建分譲、マンション事業などを行う不動産会社。特徴は、販売の外部委託によって開発と設計へ資源を集中させていることと、富裕層向けの高級物件に特化していることである。コンセプトは「夢と満足の家造り」。なお、創建（大阪市中央区）および創建ホーム (広島県東広島市)とは資本・業務的な関係は一切無い。

## 沿革
- 1994年 - 設立。
- 2003年2月13日 - 株式をJASDAQに上場。
- 2005年 - 東京証券取引所2部上場。
- 2006年2月 - 東京証券取引所1部指定替え。
- 2008年8月26日 - 東京地方裁判所に民事再生法を申請。負債総額は338億8,979万円。
- 2008年9月27日 - 株式上場廃止。
- 2011年8月4日 - 民事再生手続終結。
- 2018年9月 - RIZAPグループが全株式を取得。
- 2023年10月26日 - モリモトが全株式を取得[2]。